# Махан (Иран)
Махан (персијски: ماهان, такође романизован као Māhān или Mâhân; познат и као Махун)  је град и главни град дистрикта Махан, у округу Керман, провинција Керман, Иран. Према попису становништва из 2006. године, његово становништво износило је 16.787 становника, у 4.138 породица. 
Махан је добро познат по гробу великог суфијског вође Шах Немат Олах е Валиуа, као и по Врту Шадех  (Принчевски врт).
Гроб Шах Нур Едина Нематолаха Валија, песника, мудраца, суфије и оснивача реда дервиша, има једнаке минарете прекривене тиркизним плочицама од дна до куполе. Маузолеј је изградио Ахмад Шах Кани; остатак грађевине изграђен је за време владавине шаха Абаса I, Мохамада шаха Каџара и Насер ел Дин шаха. Шах Нематаллах Вали је провео  много година лутајући централном Азијом усавршавајући своје духовне дарове пре него што се коначно настанио у Махану, двадесет миља југоисточно од Кермана, где је провео посљедњих двадесет пет година свог живота. Умро је 1431. године, основавши дервишки ред који и дан-данас делује као активна духовна сила. Централни гробни свод у Махану, завршен 1437. године, подигао је Ахмад шах Бахмани, краљ Бахманског Султаната и један од највернијих ученика Шах Нематалаха.
- Врт Шаздех, Махан. (ноћу).
- Врт Шаздех, Махан. (дању).
- Светиште Шах Нематолах Вали.